# Hendrick Motorsports
Hendrick Motorsports (HMS) ou anteriormente conhecido como All-Star Racing é uma equipe de automobilismo dos Estados Unidos, fundada por Rick Hendrick. Atualmente, a equipe disputa a NASCAR Sprint Cup Series. A equipe foi bem sucedida em sua história conquistando 12 títulos desde que foi fundada (1995, 1996, 1997, 1998, 2001, 2006, 2007, 2008, 2009, 2010, 2013 e 2016).

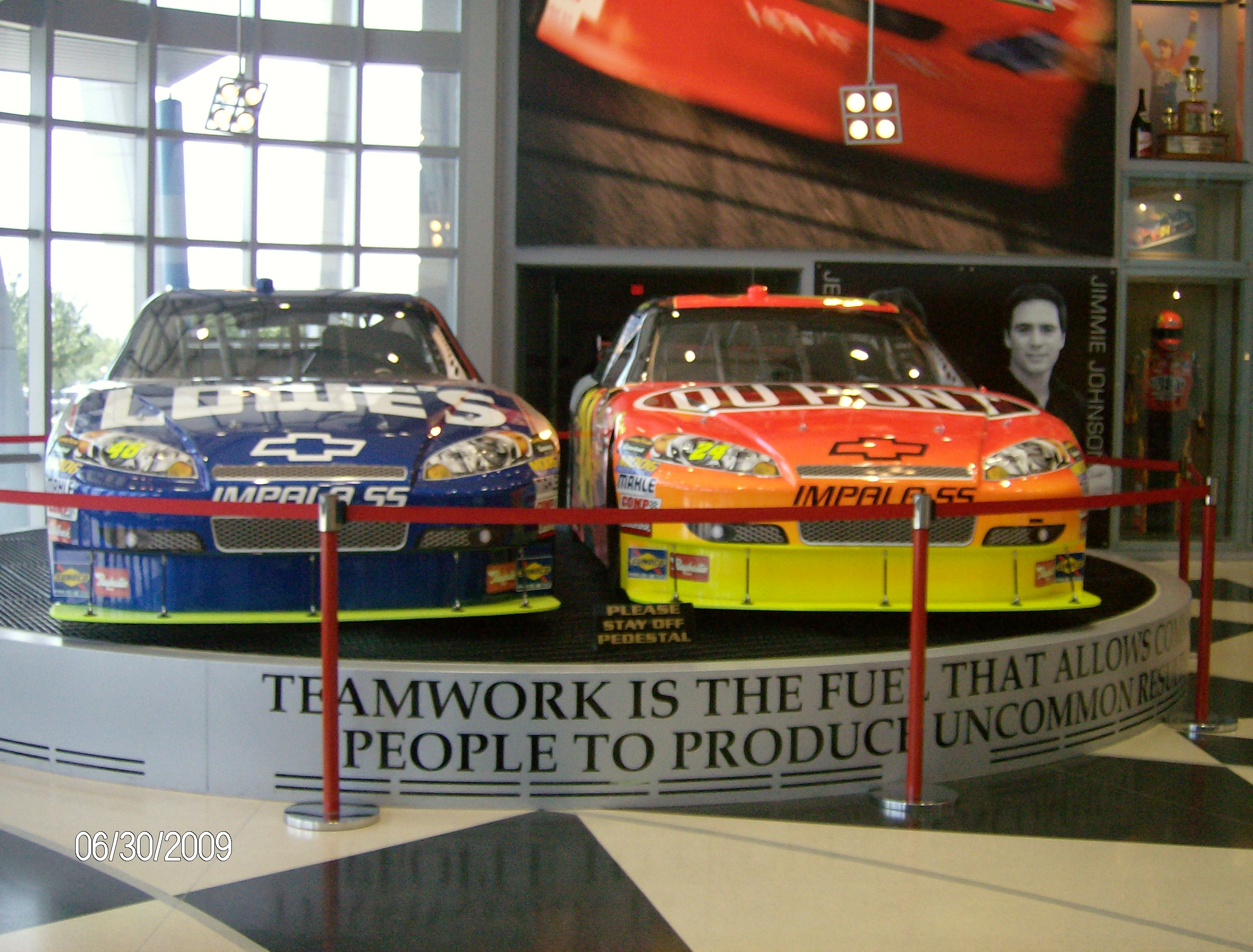
Jimmie Johnson e Jeff Gordon

A equipe Hendrick Motorsports ganhou em 1995 seu primeiro título da NASCAR Sprint Cup Series (na época Winston Cup) com o piloto Jeff Gordon, logo após esse título, a equipe venceu em 1996, com Terry Labonte como campeão, mesmo com Jeff Gordon em 2º no campeonato com mais vitórias.
Em 1997 vem para a equipe mais um título com Jeff Gordon com a vitória da Daytona 500 como principal mérito desse seu segundo campeonato.
No ano de 1998,Jeff Gordon e sua equipe fazem um marco histórico, tendo 13 vitórias no ano e ficando com a maior quantidade de vitórias na NASCAR em uma única temporada na sua era moderna empatando com Richard Petty. Além disso Jeff Gordon conquista outro título e a Hendrick ganha seu quarto título seguido.
2001 é mais uma vez o ano da Hendrick que venceu mais um título com Jeff Gordon.Nesse mesmo ano Jimmie Jonhson faz sua estreia na Winston Cup.
No ano de 2002, Jimmie Jonhson é chamado por Jeff Gordon e Rick Hendrick para correr em um quarto carro, de número #48, para a temporada completa, junto de Terry Labonte, Jeff Gordon e Joe Nemechek. Na briga pelo Rookie of The Year (novato do ano), Jimmie Jonhson perde para Ryan Newman, mesmo estando na frente no campeonato e ter conquistado mais vitórias.
Em 2004, no primeiro Chase for the Nextel Cup, Jimmie Jonhson fica com o vice-campeonato perdendo o título para Kurt Busch, do carro número #97 da Roush Racing(atualmente Roush Fenway Racing).
Em 2006, Jimmie Jonhson conquista seu primeiro título da categoria,o 6º da equipe. Até 2010 o campeão ficou sendo Jimmie Jonhson com 5 títulos seguidos, recorde de títulos seguidos na história da NASCAR.
Em 2013, Jimmie Jonhson venceu sua segunda Daytona 500 e seu 6º campeonato em nove anos.
Em 2015 Jeff Gordon avançou e brigou pelo título, porém não o conquistando. A última corrida foi marcada por uma celebração em homenagem ao piloto que fez história entre os grandes da Nascar.
Em 2016, Chase Elliott substituiu Jeff Gordon no carro #24, porém Dale Earnhardt Jr. sofreu complicações após um acidente e foi substituído pelo receem-aposentado Jeff Gordon. Na temporada Jimmie Jonhson avançou até a final do Chase (espécie de "mata-mata" com os finalistas da categoria), partindo de 43º e vencendo a corrida em Auto Club, sagrando-se pela 7ª vez campeão da categoria. Chase Elliott #24 ganhou o Rookie of The Year.

## Títulos

### NASCAR Cup Series

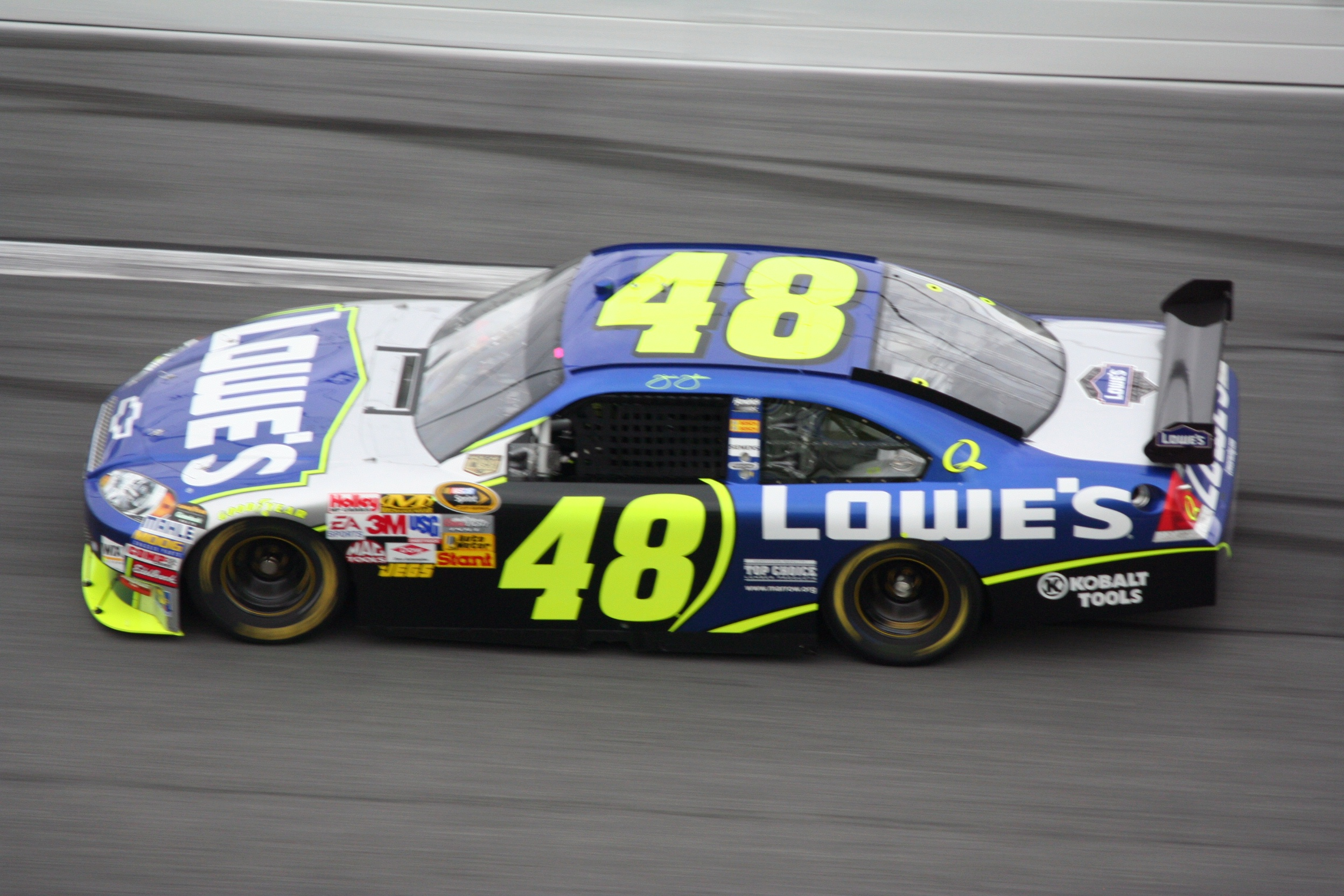
Carro de Jimmie Johnson em 2008.

- 1995 - Jeff Gordon
- 1996 - Terry Labonte
- 1997 - Jeff Gordon
- 1998 - Jeff Gordon
- 2001 - Jeff Gordon
- 2006 - Jimmie Johnson
- 2007 - Jimmie Johnson
- 2008 - Jimmie Johnson
- 2009 - Jimmie Johnson
- 2010 - Jimmie Johnson
- 2013 - Jimmie Johnson
- 2016 - Jimmie Johnson
- 2020 - Chase Elliott
- 2021 - Kyle Larson

### NASCAR Xfinity Series
- 2003 - Brian Vickers

### NASCAR Truck Series
- 1997 - Jack Sprague
- 1999 - Jack Sprague
- 2001 - Jack Sprague

## Pilotos da equipe Hendrick atualmente na Cup Series
- Chase Elliott
- William Byron
- Kyle Larson
- Alex bowman

## Pilotos que já correram na Cup Series pela Hendrick
- Terry Labonte
- Joe Nemechek
- Kasey Kahne
- Dale Earnhardt Jr.
- Jeff Gordon
- Kyle Busch
- Brian Vickers
- Mark Martin
- Casey Mears
- Jimmie Johnson